# У́
У́ (minúscula: у́; cursiva: У́ у́) es una letra del alfabeto cirílico. En todas sus formas se ve idéntica a la letra latina Y con acento agudo (Ý ý; Ý ý).

## Uso
⟨У́⟩ y otras vocales acentuadas son comúnmente usadas en las lenguas eslavas orientales en algunas palabras como у́же, тру́сы, в ду́ше, заплачу́, etc.
Las palabras con más de una sílaba en estos idiomas llevan acento, y estos son fundamentales, pues las vocales acentuadas son pronunciadas con mayor intensidad y no cambia su sonido dentro de palabras.
Estas palabras utilizan a veces estas letras para que puedan tener una pronunciación más comprensible se utilizan para hacer un significado diferente.

## Letras relacionadas y otros caracteres similares
- U u: Letra latina U
- Ú ú: Letra latina U con acento agudo – una letra checa, feroés, húngara, islandesa, y eslovaca
- Y y: Letra latina Y
- Ý ý: Letra latina Y con acento agudo - una letra que se ve similar
- У у: Letra cirílica U
- Ў ў: La letra cirílica U corta
- Ӱ ӱ: Letra cirílica U con diéresis
- Ӳ ӳ: Letra cirílica U con doble acento agudo
- Ү ү: La letra cirílica U recta
- Ү́ ү́: La letra cirílica recta U con acento agudo
- Ұ ұ: La letra cirílica Recta U con trazo

## Computando códigos
Siendo una letra relativamente reciente, no está presente en ninguna codificación cirílica legada de los 8-bits, la letra У́ no es representada directamente por un carácter precompuesto en Unicode; sino que tiene que ser compuesto como У+◌́ (U+0301).